# Edler Trio
Das Edler Trio war eine österreichische Volksmusikgruppe aus Langenwang im Mürztal in der Steiermark.

## Geschichte
Franz Edler, der Gründer des Trios, spielte in den 1930er Jahren mit einem Klarinettisten  Franz Baumer aus Ternitz im Duett. Dieser war für kurze Zeit im Schoeller Bleckmann Stahlwerk in Hönigsberg beschäftigt. Als er jedoch aus beruflichen Gründen wieder zurück nach Ternitz ging, stellte Franz Edler ein Trio zusammen, welches sich aus ihm selbst (steirische Harmonika), Hermann Sommer (Klarinette) und Josef Haim (Armeeposaune), zusammensetzte. Anfangs spielten sie in Wirtshäusern, später auch bei kleineren Veranstaltungen. Seinen Namen erhielt das Trio erst, als es bei Rundfunksendungen und Bunten Abenden auftrat. Bald war die Gruppe bei Hochzeiten gefragt. In der Zeit ihres Bestandes haben sie bei ca. 200 Hochzeiten aufgespielt.
Das Edler Trio war  beliebt, sodass es das ganze Jahr für diese Anlässe ausgebucht war. Als diese Gruppe durch  Rundfunkauftritte  über die Grenzen des Heimatlandes hinaus bekannt wurde, hatte sie auch Hochzeitsspielereien in den benachbarten Bundesländern. Von 1946 bis 1956 war es für das Edler Trio Tradition, am  Woazschälen sowie an der Weinlese in der Weststeiermark teilzunehmen, da Edlers Vater aus dieser Gegend stammte.
Seinen ersten großen Bühnenauftritt hatte das Edler Trio ca. ein halbes Jahr nach seiner Gründung im Kammersaal in Graz, wobei es auch auf  Karl Panzenbeck traf, der in der Folge als Förderer auftrat. Die Gruppe spielte von 1946 bis 1958 regelmäßig im Rundfunk. Moderator dabei war stets Peter Girn, und Karl Panzenbeck trug mit seinen lustigen Kurzgeschichten zur Unterhaltung bei. Die erste Schallplatte wurde 1950 in Wien von der Columbia Grammophon aufgenommen. Insgesamt existierten bei Auflösung des Trios 17 Schallplatten. Ca. 70 Mal trat das Edler Trio bei Bunten Abenden auf.

## Erfolge
Als größter Erfolg war die Teilnahme bei einem internationalen Musikfestival in England. Dort nahmen Gruppen aus 34 Nationen teil, wobei 12.000 Zuschauer verzeichnet wurden. Danach wurden in London im Studio der BBC Aufnahmen gemacht, die drei Tage andauerten. Anschließend folgten Einladungen zu  internationalen Volksmusiktreffen, die sich jedoch mit ihrem Hauptberuf in den Schoeller Bleckmann Werken nicht vereinbaren ließen und deshalb abgesagt werden mussten. Um bei den immer größer werdenden Veranstaltungen besser zur Geltung zu kommen, verstärkte das Trio die Besetzung mit einer Posaune, die Tenoruntermalungen spielte. Anfangs war es Kapellmeister August Sommer, später Sepp Hofbauer (Schiaßbauer), der bei den Edlern mitspielte. Das letzte Mal spielte das Edler Trio beim Brautaufwecken der Tochter Franz Edlers im Jahre 1960. Nach dem Tod des Bassisten Josef Haim löste sich das Trio 1961 gänzlich auf.

## Details
Das Vorbild, das diese Gruppe in melodischer und spieltechnischer Weise gesetzt hat, wirkt noch heute über die Grenzen der Steiermark hinaus. Die Besetzung mit Steirischer Harmonika (Franz Edler), Klarinette (Hermann Sommer) und Posaune (Josef Haim) hat viele Nachahmer gefunden; besonders in der Steiermark werden Gruppen in dieser Besetzung als „Edler-Trio“ bezeichnet. Musikgruppen wie das „Stoakogler Trio“ spielten zu Beginn ihrer Karriere großteils in dieser Besetzung und konnten mit dieser Musikart Erfolge erzielen. Als Nachfolger des „Edler Trios“ in melodischer und spieltechnischer Weise wird jedoch das „Wildbach Trio“ aus Gschaid bei Birkfeld in der Oststeiermark genannt.